# Ciudad Benito Juárez
Ciudad Benito Juárez är en stad i nordöstra Mexiko och är belägen i kommunen Juárez i delstaten Nuevo León. Staden ingår i Monterreys storstadsområde och har 92 461 invånare (2007), med totalt 169 212 invånare (2007) i hela kommunen på en yta av 249 km². Kommunen är den procentuellt snabbast växande kommunen i delstaten för närvarande (10,2 % mellan åren 2006 och 2007).